# Salix boganidensis
Salix boganidensis är en videväxtart som beskrevs av Ernst Rudolf von Trautvetter. Salix boganidensis ingår i släktet viden, och familjen videväxter. Inga underarter finns listade i Catalogue of Life.